# باريس تورز 1896
باريس تورز 1896 هو سباق دراجات هوائية، وهو الموسم الأول من باريس تورز، وأقيم في 1896.
فاز بالمركز الأول أوجين بريفوست ‏، وبالمركز الثاني Emile Ouzou ‏، وبالمركز الثالث Lucien Bouvet ‏.

## الفائزون
| الترتيب | الفائز         |
| ------- | -------------- |
| الفائز  | أوجين بريفوست  |
| الثاني  | Emile Ouzou ‏   |
| الثالث  | Lucien Bouvet ‏ |